# Green Marine
Green Marine était un chantier naval britannique, basé à Hythe, près de Southampton, au Royaume-Uni. Spécialisé dans les matériaux composites, Green Marine s'est distingué dans la construction de voiliers de courses et superyachts. Le chantier a été placé en liquidation en Octobre 2017.

## Historique
Green Marine a été fondé en 1982 à Lymington, sur le Solent. En 2010, le chantier a racheté par le groupe néerlandais de construction navale Vitters. Il déménage l'année suivante à Hythe, près de Southampton.
Le chantier a construit plusieurs Class America, VOR70, 60 pieds IMOCA et TP 52, ainsi que les monotypes VO65 de la Volvo Ocean Race 2014-2015.
Le 3 octobre 2017, le chantier entame une procédure de liquidation judiciaire volontaire à la suite d'un manque de commandes.

## Voiliers construits par Green Marine
- 2015 :
  - 60 pieds IMOCA : Hugo Boss.
- 2013 :
  - monotypes Volvo Ocean 65.
- 2011 :
  - TP 52 : Container et Rán IV.
  - 60 pieds IMOCA : Macif (moules de coque). Vainqueur du Vendée Globe 2012-2013 et de la Route du Rhum 2014. Refonte de Gamesa.
- 2010
  - monotypes MOD70 (moules de coque).
  - 60 pieds IMOCA : Foncia 2 (moules de coque). Deuxième du Vendée Globe 2012-2013 et de la Route du Rhum 2014.
- 2009
  - Maxi 72 : Rán II
- 2006 :
  - Class America ITA99 du syndicat Mascalzone Latino.
- 2003 :
  - Class America ITA74 et ITA80 du syndicat Prada.
- 1999 :
  - Class America ITA45 et ITA48 du syndicat Prada. Vainqueur de la coupe Louis-Vuitton 2000 et finaliste de la coupe de l'America 2000.